# Francisco Foreiro
Francisco Foreiro (1522 — 1581) foi um frade dominicano, um dos grandes teólogos do Concílio de Trento no qual participou como delegado do rei dom Sebastião I de Portugal. 
Estudou artes e teologia. Redigiu as actas dogmáticas do Concílio e foi o redactor principal do Catecismo da Igreja Católica, do Índice dos Livros Proibidos e do Breviário Romano, que foram usados por toda a Igreja dependente de Roma nos 4 séculos seguintes.
Traduziu do hebreu para latim os livros de Job, os Salmos, escritos de Salomão e Profetas, embora nunca tenham sido editadas.
Traduziu igualmente do hebreu para o latim uma  Vetus & nova ex hebraico versio Isaia Prophete cum commentariis, sive in Isaiam ad hebraicum veritatem Commentaria.